# Précy-le-Sec
Précy-le-Sec ist eine französische Gemeinde mit 238 Einwohnern (Stand: 1. Januar 2022) im Département Yonne in der Region Bourgogne-Franche-Comté. Sie gehört zum Arrondissement Avallon und zum Kanton Avallon. 

## Geographie
Précy-le-Sec liegt etwa 30 Kilometer südöstlich von Auxerre. Umgeben wird Précy-le-Sec von den Nachbargemeinden Joux-la-Ville im Norden und Osten, Lucy-le-Bois im Südosten, Annay-la-Côte im Süden und Südosten, Girolles im Süden, Voutenay-sur-Cure im Südwesten, Saint-Moré im Westen sowie Arcy-sur-Cure im Westen und Nordwesten.

## Bevölkerungsentwicklung
| Jahr                      | 1962 | 1968 | 1975 | 1982 | 1990 | 1999 | 2006 | 2013 |
| Einwohner                 | 201  | 206  | 194  | 192  | 216  | 238  | 284  | 274  |
| Quelle: Cassini und INSEE |      |      |      |      |      |      |      |      |

## Sehenswürdigkeiten
- Kirche Saint-Paul aus dem 12. Jahrhundert, frühere Burgkapelle, An- und Umbauten aus späterer Zeit

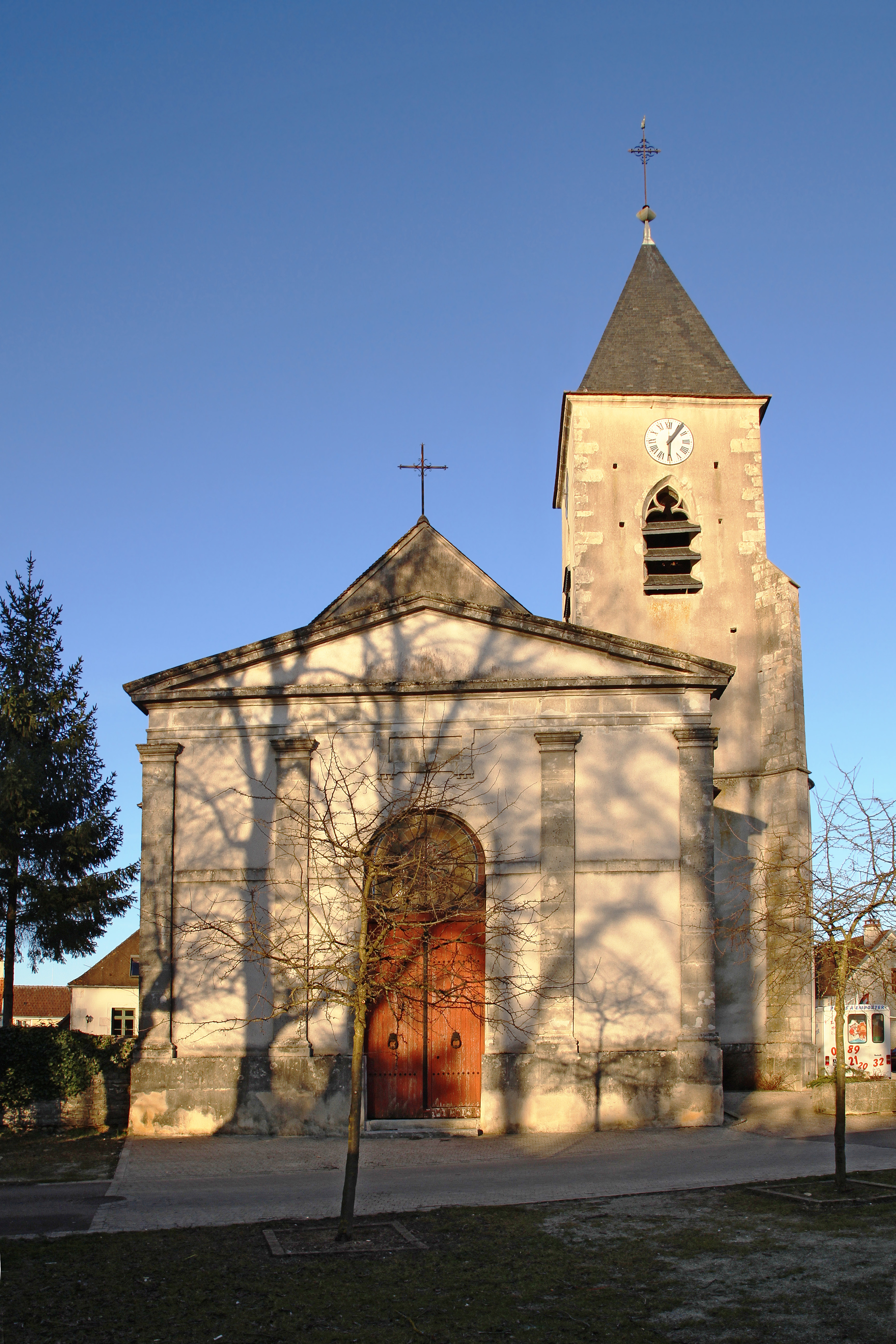
Kirche Saint-Paul